# Lee Yue-shun

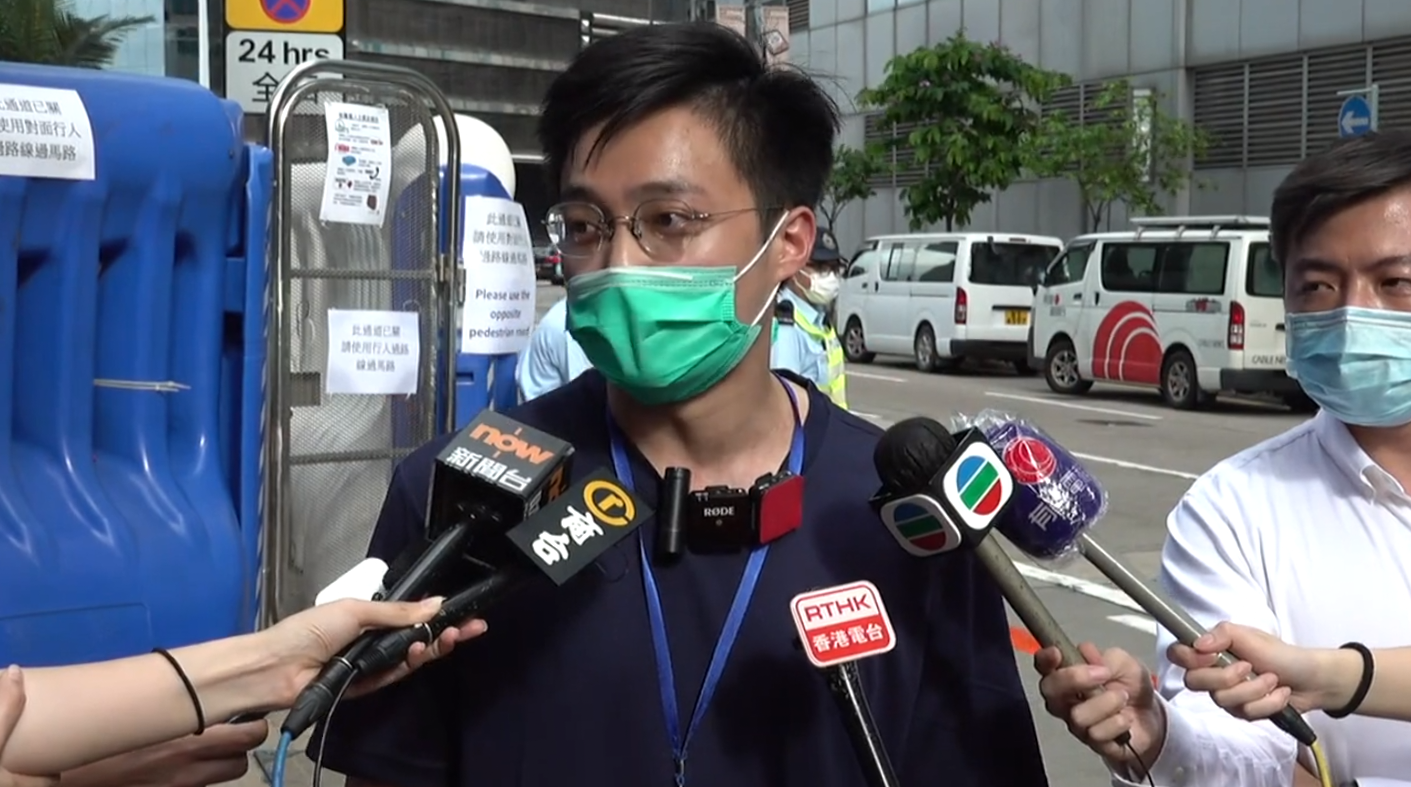
Lee el juny de 2020 després de l'arrest

Lee Yue-shun (en xinès 李予信) és un treballador social d'Hong Kong i antic conseller de districte. Antigament membre del Partit Cívic pro-democràcia, Lee va ser arrestat i acusat el 2021 per subversió juntament amb altres 47 acusats d'Hong Kong.

## Carrera inicial
Lee va estudiar a la Universitat Xinesa de Hong Kong i va obtenir una llicenciatura en Treball Social, desitjant atendre els joves en risc. Més tard es va convertir en treballador social col·legiat.

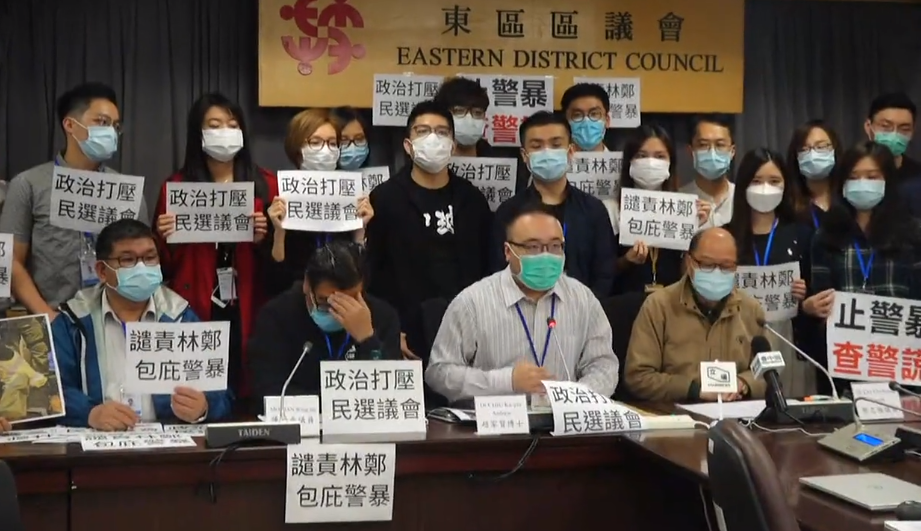
Lee durant una reunió del Consell del Districte Oriental el març de 2020

## Carrera política
Durant les eleccions legislatives de 2016, Lee va fer campanya pel Partit Cívic del bloc pro-democràcia, i també va ajudar Tat Cheng a North Point, un barri molt pro-Xina a l'illa d'Hong Kong, que seria elegit com a primer conseller del districte cívic. al servei de la regió.
A les eleccions locals del 2019, Lee es va convertir en el primer demòcrata a la circumscripció electoral de Kam Ping del Consell de Districte després de derrotar el candidat pro-Beijing
Un any més tard es va unir a les primàries pro-democràcia, amb l'esperança d'aconseguir una nominació per al campament per presentar-se a la circumscripció del Consell de Districte (segona), però va ser derrotat per altres candidats. Va ser detingut i acusat el febrer de 2021 per subversió per la seva participació a les primàries. A diferència de la majoria d'Hong Kong 47, Lee va rebre la llibertat sota fiança per la cort després de considerar-lo per haver servit a la comunitat com a conseller de districte i col·laborar amb diversos departaments governamentals.
Va deixar el Partit Cívic el 2 de març de 2021 juntament amb altres tres ancians del partit que també van ser acusats de subversió i van esborrar els seus comptes de xarxes socials. Els quatre també van fer una crida pública a la dissolució del Partit Cívic, dient que ja ha complert la seva missió històrica. Lee va renunciar al Consell de Districte l'1 de setembre de 2021.